# Orel královský
Orel královský (Aquila heliaca) je velký dravec z čeledi jestřábovitých.

## Popis
- Délka: 70–84 cm.
- Délka křídla: samec až 61 cm, samice až 63 cm.
- Rozpětí: 175–205 cm, samice až 220 cm.
- Hmotnost: samec okolo 2,7 kg (maximum 3 kg), samice okolo 3,5 kg (maximum 4,5 kg).[2][3]

Podobá se orlu skalnímu (Aquila chrysaetos), má však kratší ocas, stejnoměrně široká křídla a bývá obvykle nepatrně menší. Dospělí ptáci jsou velmi tmaví, se zlatavým zátylkem (světlejším než u orla skalního) a bílými skvrnami na ramenou. Spodní křídelní krovky jsou velmi tmavé (černé), ocas hustě proužkovaný s černým pruhem na konci. Mladí ptáci jsou pískově hnědí, s čárkovanou hrudí, kontrastující se světlým břichem. Vnitřní ruční letky tvoří světlé pole v křídle, ocas je tmavý. Pro svou majestátnost si orel vysloužil přídomek „královský“, ve většině cizích jazycích dokonce povýšený na „císařský“: Imperial eagle, Kaiseradler, aigle impérial, orzeł cesarski, águila imperial.

## Výskyt
V Evropě hnízdí vzácně na jihu a jihovýchodě (Balkán, Ukrajina, jižní a východní  Slovensko, severní Maďarsko, Rumunsko) v lesích nebo stepích. Souvislý areál výskytu je v jižním Rusku a ve střední Asii. V severních oblastech výskytu je orel většinou přelétavý. Záleží také na věku – staří ptáci migrují méně.
V České republice se vzácně objevoval v hnízdním období již dříve, hnízdění bylo poprvé prokázáno v roce 1997 na Břeclavsku. Od té doby zde hnízdí pravidelně až tři páry. Možné je také hnízdění v Bílých Karpatech. Nárůst počtu pozorování v přilehlých okresech naznačuje možnost další kolonizace. Šest pozorování bylo zaznamenáno v širším okolí Tovačova na Přerovsku.

## Rozmnožování
Orel královský hnízdí opakovaně na stejném místě a pokud možno i ve stejném hnízdě. Má rád pahorkatinné či vrchovinné lesy, většinou listnaté. Dále pak nížinaté a rovinaté lesostepi či stepi s alespoň minimem vysokých stromů. Hnízdo je často umístěno na okraji lesa či na osamělých vysokých stromech. Stavba trvá oběma rodičům až měsíc, každoroční údržba pak podstatně kratší dobu. Námluvy probíhají za letu, páření na stromech. Hnízdění začíná koncem března, mláďata se líhnou v květnu. Ve snůšce jsou obvykle 2–3 vejce, která mají barvu šedobílou s rezavohnědými skvrnami. Péče o mláďata v hnízdě trvá 65–80 dní. Po opuštění hnízda jsou mláďata stále nějakou dobu dokrmována oběma rodiči. Mláďata pohlavně dospívají po 5–6 letech. Žijí obvykle několik desítek let a mohou se dožít až 56 let. Orlí páry uzavírají partnerství na dlouhé roky, často na celý život. Je to jedno z nemnoha zvířat, které se páří bez účelu reprodukce, zřejmě kvůli utužení partnerských vztahů. Jako u většiny orlů je samice větší a silnější, z čehož vyplývá, že dokáže lovit i větší kořist. Občas se stane, že samice svého partnera po ulovení kořisti nakrmí.

## Potrava
Živí se většinou středně velkými savci a mršinami. Jeho specialitou je lov syslů, křečků a zajíců. Menší, ale významnou složku kořisti tvoří různí ptáci – krkavcovití, koroptve, bažanti, holubi atd. Orel královský je poměrně přizpůsobivý a dokáže se zmocnit i nečekaných druhů kořisti, jako jsou želvy. Dříve se orli zaměřovali především na sysly, ale v souvislosti s jejich úbytkem se postupně přeorientovávají na jinou kořist, například na havrany či plazy.

## Ohrožení, ochrana
Podle norem IUCN je orel královský veden jako zranitelný druh. Odhad populace pro Evropu je okolo 4 000 jedinců, přesná velikost asijské populace není známa, ačkoliv je pravděpodobné, že je větší než evropská. Hrubý odhad celkového množství jedinců je maximálně 15 000, spíše ale méně. Ptáky ohrožuje ničení životního prostředí, nelegální lov a úbytek přirozené kořisti. V České republice je veden jako kriticky ohrožený druh.

## Galerie

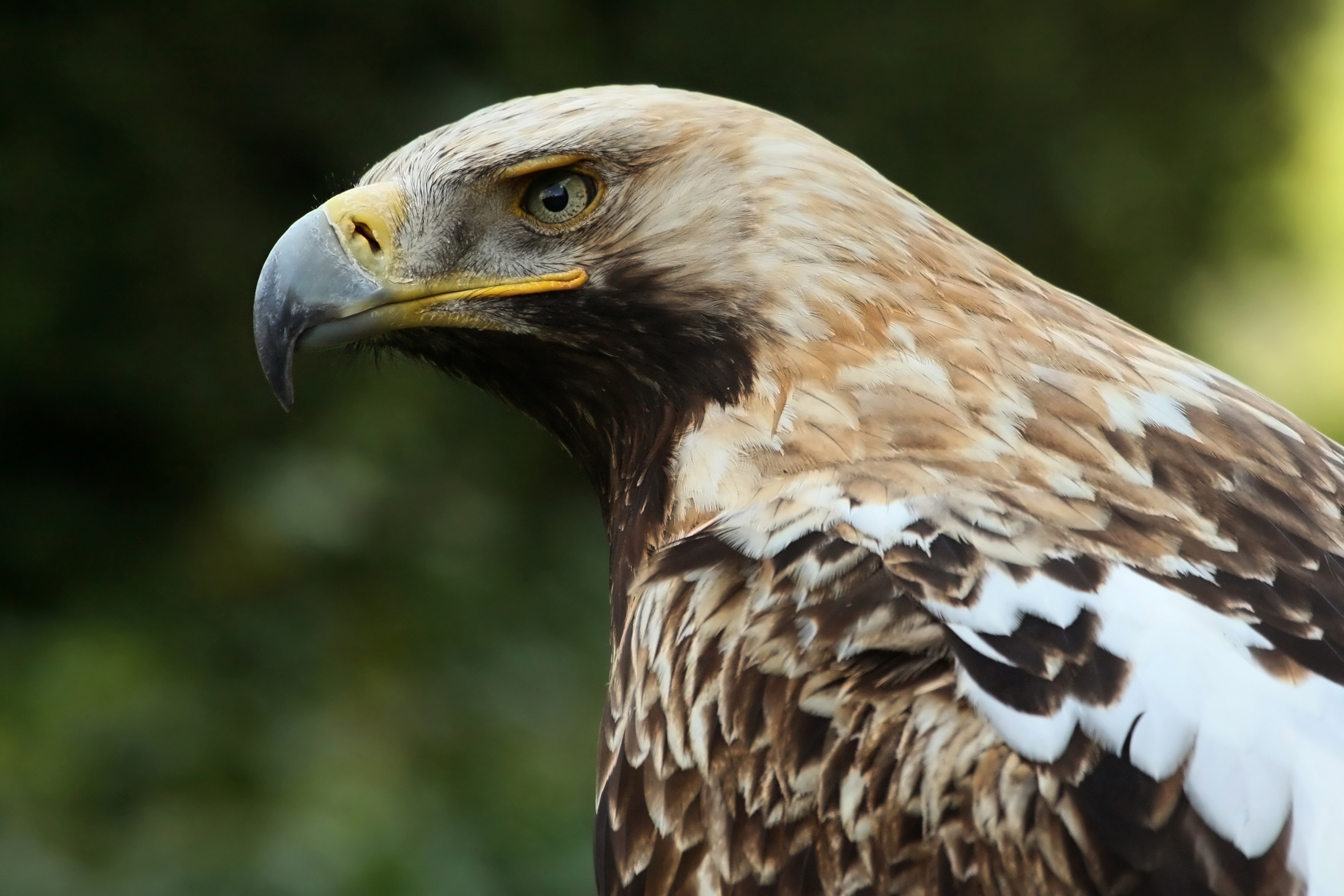
Detail hlavy orla královského
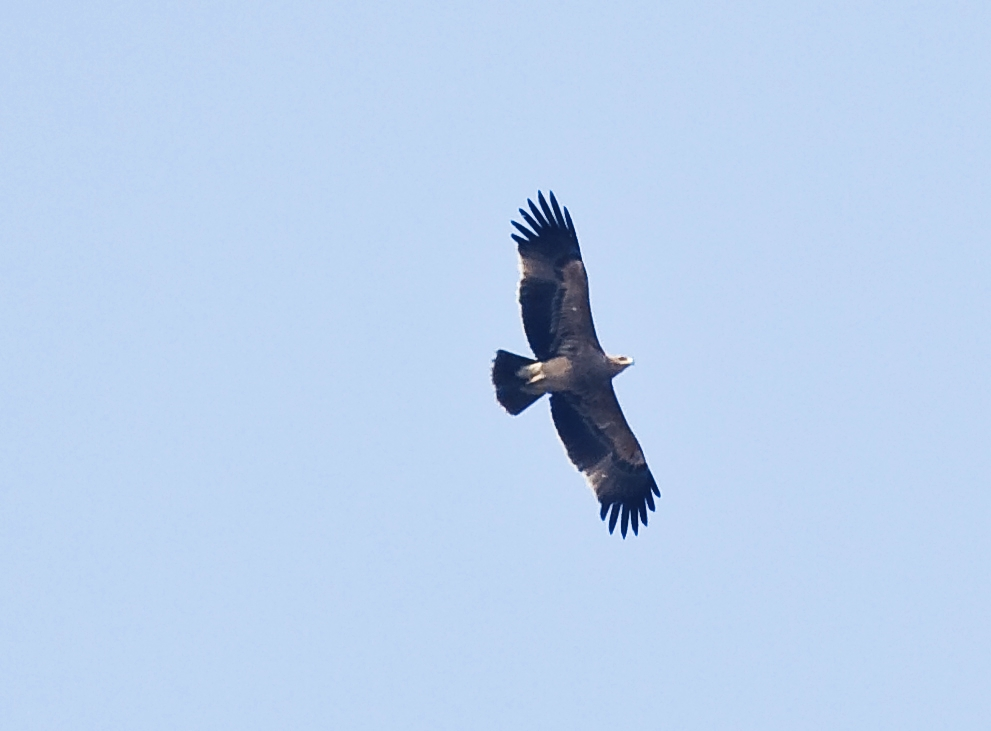
Orel královský v letu
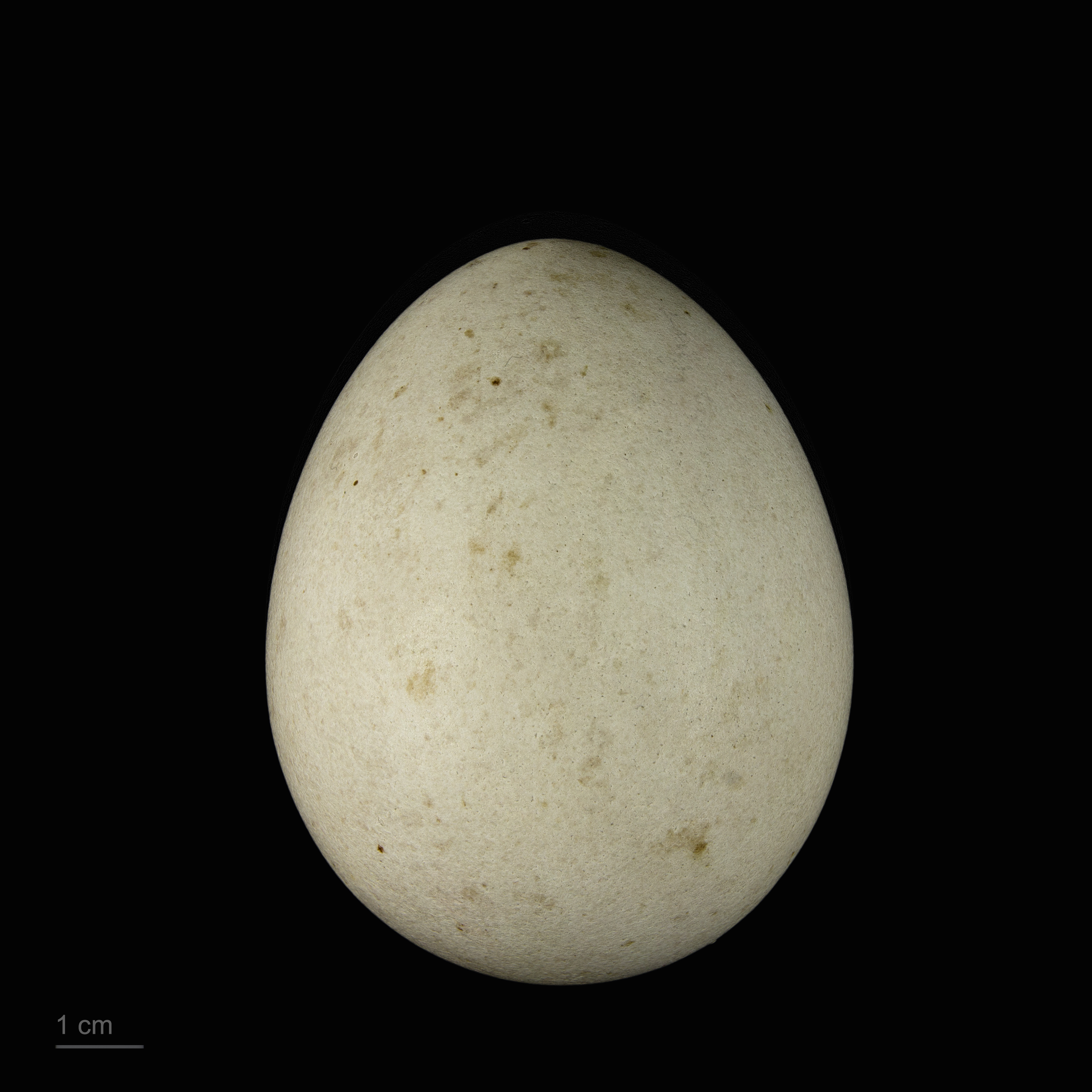
Vejce orla královského (Aquila heliaca)
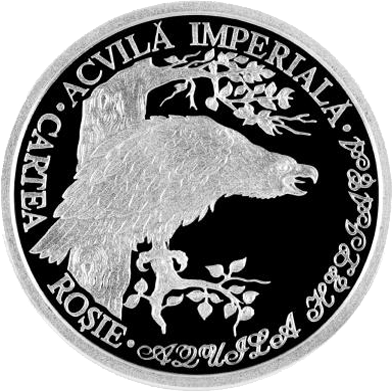
Orel královský na moldavské minci 10 leu

### Film
- A Pair of Imperial eagles Five instincts, režie Leoš Prešinský, 2003. (Slovenský film, anglicky)
- ORLÍ PÁR - päť inštinktov, režie Leoš Prešinský, 2003. (Slovenský film, slovensky)